# Merkelbeek
Merkelbeek (en limbourgeois Merkelbek) est un village néerlandais situé dans la commune de Beekdaelen, dans la province du Limbourg néerlandais. Le 1er janvier 2007, le village comptait 1 720 habitants.

## Histoire
Le 1er janvier 1982, la commune de Merkelbeek fusionne avec celles de Bingelrade, Jabeek et Schinveld, pour former la nouvelle commune d'Onderbanken.